# Gottfried Pagenstert
Gottfried Pagenstert (* 4. September 1928 in Crossen an der Oder; † 1. Februar 2002 in München) war ein deutscher Diplomat.

## Leben
Pagenstert, Sohn des Oberforstrates Joseph P. Pagenstert und dessen Arnolde geb. Mehrmann, wurde in den letzten Monaten des Zweiten Weltkrieges von 1944 bis 1945 als Flakhelfer eingesetzt. Nach Kriegsende und bestandenem Abitur begann er ein Studium der Forstwissenschaft an der Albert-Ludwigs-Universität Freiburg, das er an der Ludwig-Maximilians-Universität München fortsetzte und 1951 an der Georg-August-Universität Göttingen als Diplom-Forstwissenschaftler abschloss. In Freiburg wurde er Mitglied der katholischen Studentenverbindung Bavaria im Kartellverband katholischer deutscher Studentenvereine. Danach absolvierte er an der Sorbonne, der Universität von Paris, ein postgraduales Studium und erwarb ein Diplom im Fach Bevölkerungsentwicklung. 1959 trat er in den Auswärtigen Dienst ein und war zunächst Attaché in der Zentrale des Auswärtigen Amtes in Bonn. Während dieser Zeit wurde er mit der Arbeit Forstliche Beziehungen zwischen Frankreich und Deutschland (1789–1870) unter besonderer Betrachtung der napoleonischen Forstverwaltung in den Rheinlanden an der naturwissenschaftlich-mathematischen Fakultät der Albert-Ludwigs-Universität Freiburg zum Dr. rer. nat. promoviert.
Im Anschluss war Pagenstert zwischen 1962 und 1965 Dritter Sekretär sowie zuletzt Zweiter Sekretär an der Botschaft in Spanien. Danach war er von 1965 bis 1968 Zweiter Sekretär und Ständiger Vertreter an der Botschaft in Tansania und fungierte nach der Abberufung von Herbert Schröder von März 1967 bis zum Eintreffen des neuen Botschafters Norbert Hebich im September 1967 als Geschäftsträger. Nach einer Tätigkeit als Sekretär der Außenpolitischen Gruppe der CDU/CSU-Fraktion im Bundestag von 1968 bis 1971 war er von 1972 bis 1975 Botschafter in Honduras. Nachdem er 1975 kurzzeitig Generalkonsul in Lourenço Marques im heutigen Mosambik war, absolvierte er 1976 einen Lehrgang am NATO Defense College (NDC) in Rom.
Daraufhin fungierte Pagenstert zwischen 1976 und 1979 als Botschafter in Zypern und anschließend von 1976 bis 1980 als Leiter eines Referats im Auswärtigen Amt. Im Anschluss war er 1980 bis 1986 Generalkonsul in Sydney und vertrat als solcher die Interessen der Bundesrepublik Deutschland in New South Wales und Queensland. Während dieser Zeit war er auch Vertreter der Bundesrepublik Deutschland 1982 auf der fünften Sitzungsperiode des World Heritage Committee der Organisation der Vereinten Nationen für Erziehung, Wissenschaft und Kultur (UNESCO) in Sydney. Während seiner Tätigkeit als Botschafter in Malta zwischen 1986 und 1991 engagierte er sich insbesondere für den Deutsch-Maltesischen Zirkel. Zuletzt war er vom 12. Juni 1991 bis zu seinem Eintritt in den Ruhestand am 2. November 1993 Botschafter in Island.
Pagenstert war neben seiner Mitgliedschaft im KV seit 1951 Ehrenmitglied der F.A.V. Rheno-Guestfalia (Hann. Münden) Göttingen im CV und MC. Auch war er Mitglied des Rotary Club Malta. Nach seiner Pensionierung setzte er sich intensiv für die deutsch-polnische Völkerverständigung ein. Er gründete 1994 in der Nähe seines Geburtsortes im jetzt polnischen Słubice, des ehemaligen Frankfurter Stadtteils rechts der Oder, eine GmbH für die Völkerverständigung, aus der eine Begegnungsstätte für deutsch-polnische Studententreffen hervorging.
Aus seiner am 31. Dezember 1966 mit Elena geb. Salvato, einer Römerin, geschlossenen Ehe stammen drei Kinder.

## Ehrungen
- Bundesverdienstkreuz am Bande (29. Januar 1979)[3]
- Orden von Honduras und Spanien